# Karlo Petranović
Dragutin "Karlo" Petranović (* 8. Dezember 1910 in Delnice, Kroatien; † 10. Juli 2005 in Niagara Falls, VSA) war ein römisch-katholischer Priester, Kriegsverbrecher und Fluchthelfer. Der Monsignore war zunächst Hauptmann der Ustascha und Mitarbeiter des Ustascha-Führers in Ogulin. Er half nach 1945 zahlreichen Kriegsverbrechern bei der Flucht nach Argentinien.

## Ustascha und Kriegsverbrechen
Unter dem Ustascha-Regime wurden in Ogulin ca. 2.000 Serben ermordet. Petranović war an der Organisation der Morde beteiligt und daher mitverantwortlich für diese gezielte Aktion. Zudem fanden "70 Verhaftungen und Exekutionen prominenter Serben" auf seine Anweisung hin statt.

## Flucht 1945
1945 floh er zusammen mit den übriggebliebenen Führern der Ustascha nach Österreich. Später suchte er bei dem Priester Krunoslav Draganović in Italien Zuflucht. Jugoslawien stellte 1947 einen Antrag auf Auslieferung an die britischen Behörden. Der Antrag blieb dort unberücksichtigt. Gleichwohl stellte der britische Geheimdienst fest, dass Petranović "kroatischen Emigranten und insbesondere Ustaschen dabei hilft, nach Argentinien zu fliehen."

## Fluchthilfe für NS- und Ustascha-Kriegsverbrecher und Kollaborateure
In Genua sorgte Petranović für freie Plätze auf Schiffen nach Übersee, um NS- und insbesondere Ustascha-Kriegsverbrechern die Überfahrt speziell nach Südamerika zu ermöglichen. Bei der Fluchthilfe arbeitete er mit den katholischen Hilfswerken um Erzbischof Giuseppe Siri und dem katholischen Hilfswerk Auxilium, das Petranović vertrat, mit Reinhard Kopps, dem peronistischen Einwanderungsbüro der DIAE, Franz Ruffinengo, der kroatischen Caritas und Krunoslav Draganović zusammen.
Zu den Kriegsverbrechern, die der Kirchenmann bei der Flucht nach Argentinien Anfang 1947 unterstützte, gehörte "die Gruppe um Stjepan Hefer, Mile Starčević und Vjekoslav Vrančić." Alle drei waren gesuchte hochrangige kroatische Kriegsverbrecher.
Die Alliierten griffen zumeist nicht in die Angelegenheiten von Geistlichen ein. Doch Petranović schien in dieser Hinsicht eine Ausnahme darzustellen. Sein Versuch, den Kommandeur der Ustascha-Luftwaffe Vladimir Kren nach Buenos Aires zu verschiffen, scheiterte im letzten Moment. Kren wurde am 4. März 1947  kurz vor der Abfahrt des Schiffes mit anderen acht von Petranović protegierten Verbrechern verhaftet. Er hatte durch Kollaboration mit den Deutschen und die Weitergabe geheimer Daten den schnellen Sieg der Nazis über die jugoslawische Luftwaffe begünstigt. Petranović setzte sich bei den Alliierten für die Freilassung der Festgenommenen ein, doch ohne Erfolg. Kren gehörte zu den wenigen gesuchten Kriegsverbrechern, die London der jugoslawischen Gerichtsbarkeit übergab. Er wurde 1948 in Jugoslawien hingerichtet. Trotz jugoslawischer Auslieferungsgesuche wurde die Überfahrt von weiteren 23 Kriegsverbrechern auf demselben Schiff, das auch Kren nach Südamerika bringen sollte, nicht verhindert.
Die heute bekannten Details seiner Beteiligung an der Fluchthilfe für Kriegsverbrecher wurden 2002 von dem argentinischen Journalisten Uki Goñi veröffentlicht.